# 송찬엽
송찬엽(宋讚燁, 1960년 6월 24일 ~ )은 제14대 서울동부지방검찰청 검사장을 역임한 법조인이다. 부인 김숙과 사이에 딸이 2명있다.

## 생애
1960년 6월 24일 전라북도 부안군에서 태어나 1980년 전주고등학교와 1984년 서울대학교 사회교육과를 졸업하고 1985년 제27회 사법시험에 합격하여 사법연수원 17기를 수료하였다. 1986년 서울대학교 대학원에서 법학석사 학위를 취득하였다. 군 법무관을 마치고 1991년 3월 4일 서울지방검찰청 검사에 임용되었다.
검사로 있으면서 "묵직하면서도 소탈하고 반듯한 성품을 지녔다", "꼼꼼한 성격에 원칙을 중시하면서도 판단이 빠르고 정확해 핵심을 짚어내는 능력이 뛰어나며, 큰 틀에서 보는 시각을 지녔다"는 평가를 들었으며, 권위적이지 않고 인간적이며 의리를 중시하는 성격이다.
서울지방검찰청 서부지청 검사로 있었던 1992년 3월 4일에 유명 모피제품인 블랙그라마 상표를 위조한 뒤에 미국 유럽 등지에서 수입한 일반 모피를 섞어 밍크코트 등에 붙여 유명 백화점에 팔아온 근화모피 상무와 국제모피상사 사장을 구속했다.
수원지방검찰청 성남지청 검사로 있으면서 1995년 3월 9일에 민자당 성남시 중원·분당 지구당 위원장 오세응 의원이 연락 사무소를 개설하면서 참석자 200여명에게 식사를 제공하고 정치자금을 모금한 혐의를 수사했다. 1998년 4월 20일에 대구고등검찰청 임연섭 검사의 돈 거래 의혹을 수사했다.
1995년11월에 전격 수사에 착수하게 된 12.12 5.18 사건 특별수사팀에 차출된 송찬엽은 수사와 재판을 위해 서울지방검찰청. 수원지방검찰청 소속 공안. 특수부 검사들 중에서 선발됐던 정예 멤버들과 15개월 동안 함께하다가 1997년 2월 수사팀이 해체된 이후 매년 5월18일과 12월12일마다 모여 모임을 가지고 있다.
서울지방검찰청 부부장검사로 있으면서  서울지방검찰청 이승구 특수부장과 호흡을 맞추며 사회 지도층 인사의 병역비리를 캐내는 실력을 발휘한 공으로 지청장 승진이 유력한 가운데 사법연수원 동기로서 절친한 박노항 병역비리 사건의 변호인인 한문천이 사법연수원 동기라는 점에서 수사 배제를 두고 논란이 있었다.
대전지방검찰청 특수부장으로 있으면서 "행정수도 이전과 관련해 대전.충남지역의 토지 및 일부 아파트 가격이 크게 상승하고 있다"는 이유로 대전지방검찰청 검사 및 검찰수사관 9명과 대전지방국세청 세무공무원 9명 등으로 구성한 부동산 투기사범 합동단속반 반장을 맡아 미등기 전매와 전매가 제한된 부동산의 매매 중개행위 등 부동산 투기 조장행위, 개발제한구역 내 토지 불법 형질변경 등에 대한 광범위한 단속활동을 전개했다. 미등기 전매로 억대의 차익을챙긴 혐의(부동산등기특별조치법 위반 등)로 건축업자 이아무개(40)씨와부동산중개업자 정아무개(53)씨 등 6명을 구속했다. 2002년 10월 20 일 치러진 제13회 공인중개사 자격시험문제지를 빼돌려 모 전문대 이모교수에게 1억 5천만 원을 받고 건넨 한국산업인력공단 정모 차장과 응시생 등 10명을 구속했다.  2001년 2월 자신이 관리하는 공단 금고에서 전기기사 1차 시험문제를 꺼내 메모지에 옮겨 적어 5월 공인중개사 자격시험문제 유출사건으로 구속된 국가자격시험 학원장 오모씨(48)에게 건네준 뒤 그 대가로 300여만원을 받은 한국산업인력공단 임모 부장(53)을 구속하고 유출된 문제지를 이용해 자격증을 딴 혐의(위계공무집행방해)로 전기안전공사 임모 팀장(51) 등 전현직 공사 직원 7명과 철도청 소속 김모씨(51)를 구속했다. 2003년 12월 24일에 한화건설㈜이 대전에서 대덕테크노밸리(산업단지) 조성공사를 하면서 비용을 부풀려 비자금을 조성했던 한화건설 현장소장 이모씨(47)와 책임감리원 이모씨(53), 하도급업체인 S건설 사장 김모씨(52) 등 3명을  업무상 배임 및 횡령 등 혐의로 구속했다. 한화그룹으로부터 이재정 열린우리당 총무위원장)에게 넘어간 불법 대선자금 10억원이 출처로 확인되었다.
2004년 6월 7일에 있을 인사에서 유력시 되었던 대검찰청 중앙수사부 2과장이 아닌 서울중앙지방검찰청 부부장검사 발령을 받았으며 이후 2005년 4월 12일에 있은 인사에서 대검찰청 공안1과장 발령을 받았다.
서울중앙지방검찰청 공안1부장으로 부임한 직후인 2006년 3월 19일 인혁당 재건위 사건 재수사를 맡으면서 "검찰은 국민 전체에 대한 봉사자로서 정치적 중립을 지키고 객관적이고 투명하게 임할 것"이라며 "사건 기록을 수집해 검토한 후 진실규명을 위해 필요한 조치를 다할 계획"이라고 밝혔다. 제4회 전국동시지방선거에서 후보자 공천이 확정된 한나라당 소속 현역 서울 성북구청장 서찬교와 열린우리당 중구청장 경선후보에게 사전구속영장을 청구했지만 법원에서 기각되었다.  2006년 4월 11일에 중국과 북한을 상대로 무역업을 하면서 알게 된 북한 공작원 조모씨에게 포섭돼 13만달러를 받고 국내에서 발간된 주간조선, 북한연감, 연합연감 2001의 부록인 ‘한국인명사전 2001’과 연합뉴스, 신동아 잡지, TV뉴스 등을 사서 중국으로 출국해 북한 공작원에게 전달(간첩 등)하고 한반도 주변의 ‘전자해도’ 등도 구해서 조씨에게 전달하려다 미수애 그친 대만인 정 모(69)씨를 구속했다. 한나라당이 김덕룡·박성범 의원의 '공천헌금' 수수의혹에 대한 수사를 검찰에 정식 의뢰한 사건을 맡아 관련자 출국금지하고 압수수색하여 2006년 6월 5일 성낙합 전 중구청장의 인척 장모(59·여·구속)씨에게서 울 중구청장 후보 공천을 받게 해주는 대가로 650만원 상당의 밍크 털로 장식된 로베르토 카발리 코트 1점, 230만원짜리 샤넬 핸드백 1점,300만원 정도의 루이 13세 코냑 1병 등 1400여만원 상당의 고가품 8종을 건네받은 혐의(배임수재 및 선거법 위반)로 박성범 의원을 불구속 기소하면서 부인 신은경 (아나운서)를 기소유예했다. 2006년 5월 1일에  평양축전 방북단 일원으로 김일성 주석의 생가인 만경대를 방문해 방명록에 "만경대 정신 이어받아 통일위업 이룩하자"는 글을 남기고 각종 언론매체에 "한국전쟁은 북한 지도부가 시도한 통일전쟁"이라는 취지의 글을 게재한 국가보안법 위반으로 불구속 기소된 강정구 동국대 교수에 대해 "피고인은 공소사실에 적시된 글들을 언론매체에 게재해 이념논쟁을 일으켰고 사회적 혼란을 야기한 만큼 죄가 중하다"며 징역 4년을 구형했다. 2006년 6월 15일 지방선거 한나라당 구청장 공천희망자로부터  수차례에 걸쳐 4억3901만원을 받아 자신이 운영하는 병원 금고에 보관한 혐의(선거법 위반)로 구속 기소된 김덕룡 의원의 부인 김모씨에 대해 징역 3년과 몰수 4억1901만원, 추징 2000만원, 김씨에게 돈을 건낸 혐의로 구속 기소된 서울시의원 한모씨에게는 징역3년을 각각 구형했다. 광주시에서 열린 민족통일대축전 행사에서 북한 정권에 대한 충성을 서약하는 문건과 북에 있는 가족에게 보내는 편지 등 A4용지 109장 분량의 문서가 담긴 디스켓 3장을 북측 참가자에게 전달한 범민련 서울시연합 우모(77) 부의장을 국가보안법 위반 혐의로 구속했다 오세훈 서울특별시장 당선자가 2006년 3월2일부터 4월7일까지 정수기 광고에 출연하여 선거일 90일 전부터 후보자 본인이 등장하는 사진과 동영상 광고를 금지하도록 한 선거법 93조 위반에 해당된다며 고발된 것에 대해 "2005년 11월 불출마 선언을 한 점,2016년 2월 23일부터 3월3일 사이에 한나라당 서울시장 경선후보 등록을 하지 않은 점, 4월9일 한나라당 최고위원회의 경선후보 추가등록 결의가 없었으면 사실상 후보등록이 불가능했다는 점 등 서울시장 후보자가 되고자 하는 자에 해당한다고 보기 어렵다"고 하면서 무혐의 처분했다. 열린우리당이 "오세훈과 나경원 의원이 정수기 광고 논란에 대해 '선관위의 유권해석을 받았다'는 취지의 발언을 한 것은 허위사실 공표"라며 추가 고발한 사건에 대해서도 무혐의 처분을 내렸다. 군 헬기 사업과 관련한 군사기밀을 빼낸 혐의(군사기밀보호법 위반)로 예비역 장성 출신 무기중개업체 사장 양 모씨를 구속했다. 5·31 지방선거 기간 중 17대 대통령 선거에서 후보자가 되고자 하는 박근혜가 대통령에 당선되지 못하게 할 목적으로 인터넷 문학사이트 ‘문학의 즐거움’(www.poet.or.kr)에 풍자시를 올려 박 전 대표와 그 직계존속인 박정희 전 대통령을 비방한 인터넷에 게재한 혐의(선거법 위반)로 민족문학작가회의 소속 시인 송명호(54)를 불구속 기소했다. 김제시장 공천을 대가로 현금 4억원이 든 사과상자 2개를 주고받은 혐의(정치자금법 위반)로 구속기소된 최락도 전 민주당 의원과 조재환 민주당 사무총장에 대해 각각 징역 3년에 검찰이 압수한 물품의 몰수를 구형했다 5.31 지방선거를 하루 앞두고 '대전.제주도 한나라당 우세'라는 제목의 기사를 통해 선거와 관련된 정당 지지도 및 당선인 예상이 가능한 한국사회여론연구소의 선거 여론조사 결과를 인용 보도한 오마이뉴스 이모 편집팀장(37)과 김모 기자(46)를 공직선거법 위반 혐의로 불구속 기소했다.  국내에 잡입해 울진 원자력 시설과 용산 미8군부대 등 주요 시설을 촬영하다 노무현 정부에서 처음으로 잡힌 직파간첩인 정경학에 대해 국가보안법 위반으로 징역 20년을 구형했으며 법원은 징역10년 자격정지10년을 선고했다. 경기도 파주시에 있는 보광사로부터 "비전향장기수 6명의 묘지를 단장하겠다"는 제의를 받고, 사망했거나 북한에 송환된 장기수들의 비석과 표지석에 '불굴의 통일애국투사'라는 표현을 새기고 실천불교 전국승가회 사무국장 이모씨와 함께 '불굴의 애국투사 묘역 연화공원'이라는 이름이 새겨진 표지석을 절 입구에 세울 뿐만 아니라 장기수 묘역 200평방미터를 단장한 다음, "우리민족끼리 힘을 합쳐 조국통일의 길로 나가자"는 취지의 제막식을 한 '6·15 남북공동선언 실현과 한반도 평화를 위한 통일연대' 간부 권모씨(59)와 '비전향 장기수 송환추진위원회’ 집행위원장 노모(53)씨 등 2명을 국가보안법 위반 혐의로 불구속 기소했다. 6·15 남북공동선언 이후 최대 간첩 사건으로 규정된 일심회 사건을 맡아 재미교포 장민호(마이클 장) 등 조직원 5명을 기소했으며 한나라당 박성범 의원의 아내인 신은경 전 아나운서가 연루된 명품 공천 청탁 사건 수사를 맡아 큰 성과를 거두었다.  교육위원 선거를 앞두고 유권자들에게 문자메시지를 보내는 등 사전선거운동을 한 서울시교육위원 윤모씨(63)를 지방교육자치에 관한 법률 위반 혐의로 불구속 입건했다. 2007년 1월 30일 '인혁당 사건 재심 판결에 대한  항소 여부에 대한 검찰의 입장'이란 자료에서 "사형 선고의 근거였던 반국가단체 구성 부분 등에 대해 항소를 하더라도 무죄판결이 번복될 가능성이 희박하다고 판단돼 항소하지 않기로 결정했다"고 밝혔다. 이명박 전 서울특별시장의 전직 비서관 김유찬이 한나라당 의원 등을 명예훼손 혐의로 고소한 사건을 수사했다.
서울서부지방검찰청 차장검사로 있으면서  청와대 김 전 행정관이 모텔에서 유흥업소 여종업원과 함께 있는 것이 적발된 것에 대해 "청와대 김 전 행정관, 케이블방송업체 문 모 팀장 등 피의자 4명을 소환해 조사를 이미 마친 상태며 김 전 행정관과 신 모 과장의 성매매 혐의는 확실히 인정된다"고 하면서 "네 사람의 뇌물 혐의에 대해선 의견이 분분한 상태"라며 "이를 뒷받침하기 위한 자료 조사가 아직 진행 중”이라고 밝혔다. 뇌물 혐의에 대한 의견이 정리되는 대로 기소할 방침이라고 했다.
법무부 인권국장으로 있으면서 범죄피해자 구조금 지급요건을 완화하고 강력범죄 피해자와 가족들이 무료로 정신적·심리적 치유 서비스를 받을 수 있도록 스마일 센터를 개소하는 등 범죄피해자의 인권보호에 관심을 기울였다.
부산지방검찰청 1차장검사로 있으면서 "링스헬기가 서해 등지에서 두 차례 추락 및 불시착한 사고가 해군 링스헬기 14억의 뇌물을 수수한 업체 대표 구속된 사건으로 인한 부실정비와 관련됐는지 검찰이 수사에 나섰다"고 보도하자  "D사가 추락한 링스헬기를 정비했는지, 부실정비와 추락원인이 관련이 있는지 조사한 바 없으며, 계약 관련 일부 서류를 편취혐의 증거자료로 활용했을 뿐 해군 측으로부터 자료 일체를 넘겨받은 사실이 없다"며 "추락사고 관련 일은 군이 내부적으로 알아서 조사하는 게 상식적인 것 아니냐"고 밝혔다. 부산고등법원 제2형사부가 김길태에 대해  "김길태의 이전 범죄의 전력 등에 비추어 볼 때 처음부터 계획적으로 피해자를 살해하려고 한 것이라기보다 피해자가 적극적으로 반항하였거나 피고인이 시키는 대로 하지 않자 우발적으로 살해한 것으로 보인다"면서 1심 판결을 파기하고 무기징역을 선고하자,  "김길태가 우발적으로 살인을 저질렀다고 본 재판부의 판단에 동의할 수 없다"며, "다락방에 침입해 여중생을 납치하고 성폭행한 뒤 살해하고, 시신까지 유기한 치밀한 범죄행각을 볼 때 김길태가 계획적으로 범행을 저질렀다고 봐야 한다"면서  피고인에 대해 징역 10년 이상의 중형이 선고되면 양형부당을 이유로 제기하는 검찰의 상고를 받아들이지 않는 것을 판례로 하고 있는 것에 대해 "검찰의 상고를 제한한 대법원 판례에도 문제가 있다"며 "상고를 할 수 있는 방법을 적극적으로 검토하고 있다"고 말했다. 결국 "형사소송법을 면밀히 검토, 사실오인으로 인해 형량이 부당하게 부과됐다면 양형부당을 주장할 수 있다"며 이례적으로 상고를 제기했다.
서울중앙지방검찰청 1차장 검사로 있던 2012년에 송찬엽은 청와대-국무총리실 민간인 불법사찰 사건 재수사를 담당했지만, 부실 축소수사 의혹을 받았다. 또, 이명박과 이명박의 아들 이시형이 연루된 내곡동 사저 부지 불법매입 사건을 맡았으나 관련자 전원을 무혐의 처리해 사실상 "봐주기 수사를 했다"는 비판을 받은 가운데 문재인 정부 출범이후 이명박 정부에서 제2롯데월드 특혜를 입은 롯데그룹 계열사인 롯데푸드 사외이사 후보로 거론되어 논란이 있었다. 민주통합당 법제사법위원회 소속 의원들이 2012년 2월 23일 돈봉투 의혹 부실 수사에 대해 항의하기 위해 서울중앙지방검찰청을 방문하여 면담을 요구한 최교일 검사장 대신 면담을 했다.  '오마이뉴스'의 팟캐스트 '이슈 털어주는 남자'는 최종석 전 청와대 고용노동비서관실 행정관이 민간인 불법사찰 증거인멸 혐의로 기소된 장진수 전 국무총리실 공직윤리지원관실 주무관을 만나 증거인멸을 지시한 '윗선'을 공개하지 못하도록 회유하는 내용을 담은 녹음 파일을 공개했으나 2012년 3월 13일에 "녹음파일에 관한 보도를 봤지만 아직 재수사 여부가 결정되지 않았다"며 "장진수 전 주무관의 폭로가 나온 이후와 달라진 게 없다"고 했고 다음 날에도  "이전 상황과 달라진 게 없다"고 말했으나 3월 16일에 "장진수 전 주무관의 주장이 사실이라면 수사의 단서가 될 수 있다고 판단해 다시 수사를 시작하기로 했다"며 "2012년 3월 20일에 소환한다"고 했다. 3개월이 지난 6월 13일에 "민간인 불법사찰과 관련해 "공직윤리지원관실을 통해 자신들의 정치적 이해관계에 배치되는 사람들을 사찰하여 제거하거나 국가기강을 문란하게 한 사건이라고 할 것입니다"라고 하면서 "박영준 전 지식경제부 차관, 이인규 전 총리실 공직윤리지원관 등을 직권남용권리행사방해 등 혐의로 불구속기소, 이영호 전 청와대 고용노사비서관과 최종석 전 고용노사비서관실 행정관, 진경락 전 국무총리실 공직윤리지원관실 기획총괄과장 등에 대해 공용물건손상교사 등 혐의로 구속기소했다."고 밝혔다. 하지만 국무총리실 공직윤리지원관실이 수집한 500여 건의 증거에 대해  "소문이나 인터넷, 신문기사 검색 등을 통해 대상자에 대한 정보를 수집하거나 단순히 동향을 파악한 것일 뿐 미행이나 강요 행위는 확인되지 않았다"면서 "3건을 제외하고는 처벌하기 어렵다"고 했다. 수사결과를 발표하면서 "현 정부의 공직윤리지원관실뿐만 아니라 과거 정부에서도 정부합동점검반 또는 조사심의관실에서 그 권한 밖인 민간인 등에 대한 정보보고, 동향파악 등 사찰이 이루어졌다"고 밝혀 부실 수사 논란이 계속되었다.
민간인 사찰 수사를 마치고 보은 인사라는 비판이 있은 가운데 전보된 서울고등검찰청 차장검사로 있으면서 안창호 (법조인) 헌법재판관과 김진태 (1952년) 전 대검찰청 차장, 채동욱 검찰총장 등 고검장급 3명과 함께 일했다. 2012년 9월 14일에 퇴임한 안창호 서울고등검찰청 검사장을 대신하여 후임자가 임명된 10월 5일 이전까지 직무대리를 맡았다. 이명박 대통령의 내곡동 사저 부지 의혹 사건 특검팀(특별검사 이광범)'의 이창훈 특검보가 이명박 대통령 아들인 이시형을 14시간 가까이 조사한 다음날 "서면 조사와 직접 조사는 확실히 다르다. 진술 태도라든가 조사자의 판단 영역도 있다. 검찰이 못 했느냐 안 했느냐 문제가 아니라 저희는 저희가 할 일을 하고 있다."고 소감을 밝히자  피의자 신분인 이시형을 소환하지 않은 이유에 대해 "서면 받으니 아귀가 딱 맞아 추궁할 게 없어서 안 불렀다."고 말했던 것에 대해 비판을 받았으며 보수성향 시민단체 활빈단은 2012년 11월 6일 "내곡동 사건을 수사한 검찰은 검사 본연의 직무를 유기해 부실수사를 했다"며 최교일 서울중앙지방검찰청 검사장, 백방준 전 서울중앙지방검찰청 형사1부장과 함께 송찬엽을 대검찰청에 고발하면서 "이들은 수사 당시 대통령의 아들 시형씨를 비롯해 김인종 전 경호처장과 김백준 전 총무기획관 등 청와대 관계자, 김윤옥 여사, 임태희 전 대통령실장 등에 대해 '혐의 없음이 명백하다'며 각하 처분하는 등 부실 수사로 면죄부를 줬다"고 주장했다. 참여연대는 송찬엽이 포함된 '검찰권 남용 검사' 47명 명단을 2012년 12월 4일 발표하면서 이중에 당시 검사장이었거나 승진해 검사장이 된 검사장급 검사 10명은 '정치검사'로 분류했으며 "정치검사는 자진 사퇴하라"고 요구했다. 통신회사인 뉴시스가 2012년 6월 13일 서울시 서초구 서울중앙지방검찰청 브리핑실에서 송찬엽 서울중앙지검 1차장 검사가 민간인 불법사찰 및 증거인멸 사건과 관련 재수사 결과를 발표하는 사진을 2012년 올해의 사진으로 선정했다. 참여연대는 박근혜 정부가 출범한 이후인 2013년 4월 4일 '문제 검사' 41명 명단을 법무부 장관에게 전달했지만 2013년 4월 5일 있은 인사에서 대검찰청 공안부장에 발탁되었다.
대검찰청 공안부장에 있으면서  2013년 5월 9일 "3~4월 전국 18개 지검이 고용노동부와 함께 유해화학물질 취급사업장 1267곳에 대해 합동단속을 실시하고 이 중 76개 사업장을 산업안전보건법 위반 혐의로 입건했다"고 밝혔다.  2012년 10월 경북 구미에서 발생한 불산 누출 사고 이후 집중 단속을 벌였지만 5월에 두 차례나 똑같은 사고가 다시 발생하자 "근로자 사망 등 대형 안전사고가 발생한 사업장의 책임자를 구속하는 등 강력한 대응에 나설 방침이다."고 밝혔다. 1995년 전두환·노태우 전 대통령에 대한 내란 혐의 수사에서 검찰이 설치한 특별수사본부에 참여한 채동욱 임성덕 이부영 송찬엽 등 총 9명의 검사 가운데 채동욱과 함께 유일하게 현직 검사로 남아있던 송찬엽은 2013년 8월 이석기 내란 음모 사건을 지휘했다. 민주당 신경민 최고위원이 2013년 10월 1일 오전 국회에서 열린 긴급현안질문에 나서 "8월 5일 김기춘 실장이 검찰 출신 정치인을 만나 '이 두 사람(송찬엽 대검 공안부장과 조영곤 서울중앙지검장)은 날려야 한다. 채 총장을 허수아비로 만들 방법이 뭐냐'고 물었다"고 폭로했다. 철도노조 파업에 대해 "노조가 파업목적으로 내세운 (수서발 KTX) 법인 설립 반대는 단체 교섭 대상이 되는 근로조건 개선과 관련 없는 것으로 철도노조의 이번 파업은 불법입니다."고 하면서 "파업 주동자는 모두 구속수사하고, 시위 과정 등에서 공권력을 방해할 경우에는 현장에서 체포하겠다"고 하자 노조 측이 "예고된 파업은 업무방해 혐의 적용이 안된다"는 대법원 판례 등을 근거로 노조 탄압이라고 했지만 노조 지도부 10명에 대해 모두 체포영장이 발부되었다. 이후 추가로 18명에 대해 추가 청구하면서 파업 주동자들뿐만 아니라 해고자도 일부 포함됐다. 철도노조 지도부 체포를 위한 경찰의 강제진입 시도와 관련해 "검찰이 승인하거나 지휘한 것이 아니다"고 하면서도 체포영장 집행을 위한 경찰의 진입 시도 자체에 대해서는 "근거가 있는 행동"이라고 동조했다.그러면서 "영장을 들고 들어갈 수 있냐"는 부분에 대해서 "검찰이 판단한 것이지만 '가능하니까 들어가라'고 지시한 건 아니다"며 "강제 압수수색을 들어가느냐, 마느냐는 경찰에서 판단해서 결정한 것"이라고 말했다. 이와 관련하여 헌법재판소에서 위헌 결정을 했다.
철도노조 파업에 대해 주동자뿐만 아니라 참가자들에 대해서도 신속하고 철저한 수사를 강조하면서 강경대응했던 송찬엽은 법무부 인사에서 2013년 12월 24일자로 서울동부지방검찰청 검사장에 임명되어 "공정하고 투명한 사건 처리는 외부에서 그 여건을 만들어 주는 것이 아니라 우리 모두의 단호하고 결연한 의지가 있을 때만 가능한 것"이라며 "결론 도출이 복잡하거나 어려운 사건일수록 조직 내부 구성원들의 중지를 모으고, 지역 주민들의 뜻을 살펴 결정할 수 있는 객관적이고 투명한 시스템을 만들어 나가자"고 했다.  2015년 2월 22일 후배들에게 길을 터주기 위해 사퇴 의사를 밝히고 검찰청 내부 통신망인 이프로스에 "오늘 사표를 제출했다"며 "떠나야 할 때도 되었고 그만하고 싶기도 하다"고 하면서 "검사를 시작할 때 나름대로 신념의 궤를 정하고 신념과 양심을 지키려고 노력했지만 그 신념의 궤가 변명과 자기 합리화를 위한 적당한 틀은 아니었는지 반추해 본다 맺고 끊지 못하는 유약함과, ‘그래도 혹시나’하는 비겁함이 마땅히 생겨나야 할 용기를 짓누르지는 않았는지 오늘 비로소 자문해 본다"고 하면서도 "검사를 하는 동안 저의 최대 화두는 공정성이었다"며 "공정성은 곧 사회적 상당성이고, 그 사회적 상당성이 바로 정의라고 생각했다"고 소신을 밝히기도 했다.

## 경력
- 1988년 군 법무관
- 1991년 3월 4일 서울지방검찰청 서부지청 검사[65]
- 1993년 9월 22일 광주지방검찰청 순천지청[66]
- 1995년 2월 24일 수원지방검찰청 성남지청[67]
- 1998년 8월 22일 서울지방검찰청 부부장검사[68]
- 2000년 2월 16일 ~ 2001년 6월 6일 서울지방검찰청 부부장검사[69]
- 2001년 6월 7일 ~ 2003년 3월 27일 춘천지방검찰청 원주지청장[70]
- 대검찰청 검찰연구관
- 2003년 3월 28일 ~ 2004년 6월 6일 대전지방검찰청 특수부장[71]
- 2004년 6월 7일 ~ 2005년 4월 11일 서울중앙지방검찰청 부부장검사[72]
- 2005년 4월 12일 ~ 2006년 2월 12일 대검찰청 공안1과장[73]
- 2006년 2월 13일 ~ 2007년 3월 7일 서울중앙지방검찰청 공안1부장[74]
- 2007년 3월 8일 ~ 2008년 3월 19일 창원지방검찰청 통영지청장[75]
- 2008년 3월 20일 ~ 2009년 1월 29일 인천지방검찰청 2차장검사[76]
- 2009년 1월 30일 서울서부지방검찰청 차장검사[77]
- 2009년 8월 31일 ~ 2010년 7월 14일 법무부 인권국장[78]
- 2010년 7월 15일 ~ 2011년 8월 21일 부산지방검찰청 1차장검사[79]
- 2011년 8월 22일 ~ 2012년 7월 17일 서울중앙지방검찰청 1차장검사[80]
- 2012년 7월 18일~ 2013년 10월 4일 서울고등검찰청 차장검사[81]
- 2012년 9월 15일 ~ 2013년 4월 4일 서울고등검찰청 검사장 직무 대리[82]
- 2013년 4월 10일 ~ 2013년 대검찰청 공안부장[83]
- 2013년 12월 24일 ~ 2015년 2월 10일 제14대 서울동부지방검찰청 검사장[84]
- 2015년 2월 ~ 법무법인 광장 파트너 변호사
- 2018년 3월 ~ 롯데푸드 사외이사
- 롯데푸드 감사위원회 위원
- 롯데푸드 사외이사후보추천위원회 위원
- 롯데푸드 투명경영위원회 위원
- 롯데푸드 보상위원회 위원